# Мацюрак Роман
Мацюрак Роман, «Піньо» (24 листопада 1904, с. Сілець, тепер Дрогобицького р-ну Львівської обл. — †21 березня 1955, Сибір) — інженер-електрик; член третього куреня Лісові Чорти від 1923- як чотовий — по 1930 рік. Закінчив гімназію в Перемишлі (1923). Голова студентської корпорації «Зарево» в Данцігу, член УВО і ОУН; власник електротехнічного підприємства у Львові 1934—1939.
Помер на засланні в Сибіру 21 березня 1955 року.